# Ђула Ракоши
Ђула Ракоши (мађ. Rákosi Gyula; Будимпешта, 9. октобар 1938) бивши је мађарски фудбалер.
Током клупске каријере играо је за Ференцварош. Одиграо је 41 утакмицу и постигао 4 гола за мађарску фудбалску репрезентацију од 1960. до 1968. године, а учествовао је на ФИФА-ином светском првенству 1962. године, купу европских нација 1964. и ФИФА-ином светском првенству 1966. године. Такође је освојио бронзану медаљу у фудбалу на Летњим олимпијским играма 1960 . Каријеру је завршио 1972. године. Касније је радио као тренер, између осталог на Блиском истоку (Кувајт).